# Tony Stephenson
Tony Stephenson (* 10. Februar 1991 in Lisburn) ist ein nordirischer Badmintonspieler.

## Karriere
Tony Stephenson gewann 2010 und 2011 die irischen Meisterschaften im Herrendoppel. In beiden Jahren nahm er auch an den Badminton-Weltmeisterschaften teil. 2011 siegte er bei den Romanian International.

## Sportliche Erfolge
| Saison | Veranstaltung                 | Disziplin    | Platz | Name                          |
| ------ | ----------------------------- | ------------ | ----- | ----------------------------- |
| 2010   | Irland: Einzelmeisterschaften | Herrendoppel | 1     | Sam Magee / Tony Stephenson   |
| 2011   | Irische Meisterschaft         | Herreneinzel | 2     | Tony Stephenson               |
| 2011   | Irische Meisterschaft         | Herrendoppel | 1     | Sam Magee / Tony Stephenson   |
| 2011   | Romanian International        | Herrendoppel | 1     | Sam Magee / Tony Stephenson   |
| 2015   | Ulster Open                   | Herrendoppel | 1     | Tony Murphy / Tony Stephenson |